# Czernidłówka srokata
Czernidłówka srokata, czernidłak srokaty (Coprinopsis lagopus (Fr.) Redhead, Vilgalys & Moncalvo) – gatunek grzybów z rodziny kruchaweczkowatych (Psathyrellaceae).

## Systematyka i nazewnictwo
Pozycja w klasyfikacji według Index Fungorum: Coprinopsis, Psathyrellaceae, Agaricales, Agaricomycetidae, Agaricomycetes, Agaricomycotina, Basidiomycota, Fungi.
Po raz pierwszy takson ten zdiagnozował w 1821 r. Elias Fries, nadając mu nazwę Agaricus lagopus. Obecną, uznaną przez Index Fungorum nazwę nadał mu w 2001 r. Scott Alan Redhead, Rytas J. Vilgalys i Jean-Marc Moncalvo, przenosząc go do rodzaju Coprinopsis.
Synonimy naukowe:

- Agaricus lagopus Fr. 1821
- Coprinopsis lagopus (Fr.) Redhead (2001) var. lagopus
- Coprinopsis lagopus var. vacillans (Uljé) P. Roux & Guy García 2006
- Coprinus lagopus (Fr.) Fr. 1838
- Coprinus lagopus (Fr.) Fr. 1838, f. lagopus
- Coprinus lagopus f. macrospermus Romagn. 1945
- Coprinus lagopus (Fr.) Fr. (1838), var. lagopus
- Coprinus lagopus var. vacillans Uljé, in Uljé, Doveri & Noordeloos 2000

Nazwę polską podał Feliks Kwieciński w 1896 r. W polskim piśmiennictwie mykologicznym gatunek ten opisywany był też jako czernidłak kurze nogi i czernidłak białawy
. Jednak w wyniku badań filogenetycznych w 2001 r. przeniesiony został do rodzaju Coprinellus, tak więc polskie nazwy stały się niespójne z nazwą naukową. W 2025 r. Komisja ds. Polskiego Nazewnictwa Grzybów Polskiego Towarzystwa Mykologicznego zarekomendowała dla rodzaju Coprinopsis nazwę czernidłówka

## Morfologia
Kapelusz
Średnica 1,5–5,5 cm. Wysokość 1–3 cm. Początkowo jest walcowaty i niemal całkowicie otoczony osłoną całkowitą pokrytą białymi szczecinkami lub włoskami. Jednak bardzo szybko się rozpościera, staje się łukowaty, a na koniec odwijają mu się na zewnątrz brzegi. U starszych okazów kosmki i włoski zanikają, kapelusz staje się gładki i nabiera koloru jasnoszarego, później myszowatego. Jest żłobiony niemal do środka. W typowy dla czernidłaków sposób podczas dojrzewania rozpływa się, jego brzegi ulegają pofałdowaniu, poszarpaniu i kapelusz staje się coraz cieńszy.
Blaszki
Szerokie, wolne, o gładkich brzegach. Początkowo są białawe, później szare, na koniec czarne.
Trzon
Wysokość 7–15 cm, grubość 0,3–0,7 cm. Jest cylindryczny, pusty, kruchy. Kolor biały, powierzchnia gładka lub włóknista.
Miąższ
Biały, cienki, bez zapachu i bez smaku.
Wysyp zarodników
Czarny. Zarodniki eliptyczne, gładkie, dekstrynoidalne, z szeroką porą rostkową. Wyrastają po 4 na podstawce. Mają rozmiar 14–10 × 6–8,5 μm.
Gatunki podobne
Istnieje wiele podobnych gatunków czernidłaków. Pewne ich rozróżnienie często jest niemożliwe bez badań mikroskopowych. Bardzo podobne są np:
- Coprinopsis lagopides (dawniej zwany czernidłakiem pogorzeliskowym), który rośnie głównie na wypaleniskach i różni się budową zarodników[7]
- Coprinellus flocculosus (czernidłaczek kłaczkowaty), który rośnie głównie na kompoście i glebie bogatej w azot. Ma brązowawy wierzchołek kapelusza[5].

## Występowanie i siedlisko
Występuje w Ameryce Północnej, Europie oraz Australii i Nowej Zelandii. W piśmiennictwie naukowym podano wiele jego stanowisk na terenie całej Polski.
Gatunek pospolity, jednak zazwyczaj rośnie pojedynczo. Ze względu na małe rozmiary i nieefektowny kolor często jest niezauważany. Rośnie w lasach, w ogrodach, na łąkach. Saprotrof. Czasami rośnie na ziemi, jednak w rzeczywistości jego grzybnia rozwija się na zakopanych w niej kawałkach drewna, trocinach i innych materiałach zawierających ligninę.

## Znaczenie
Grzyb niejadalny.

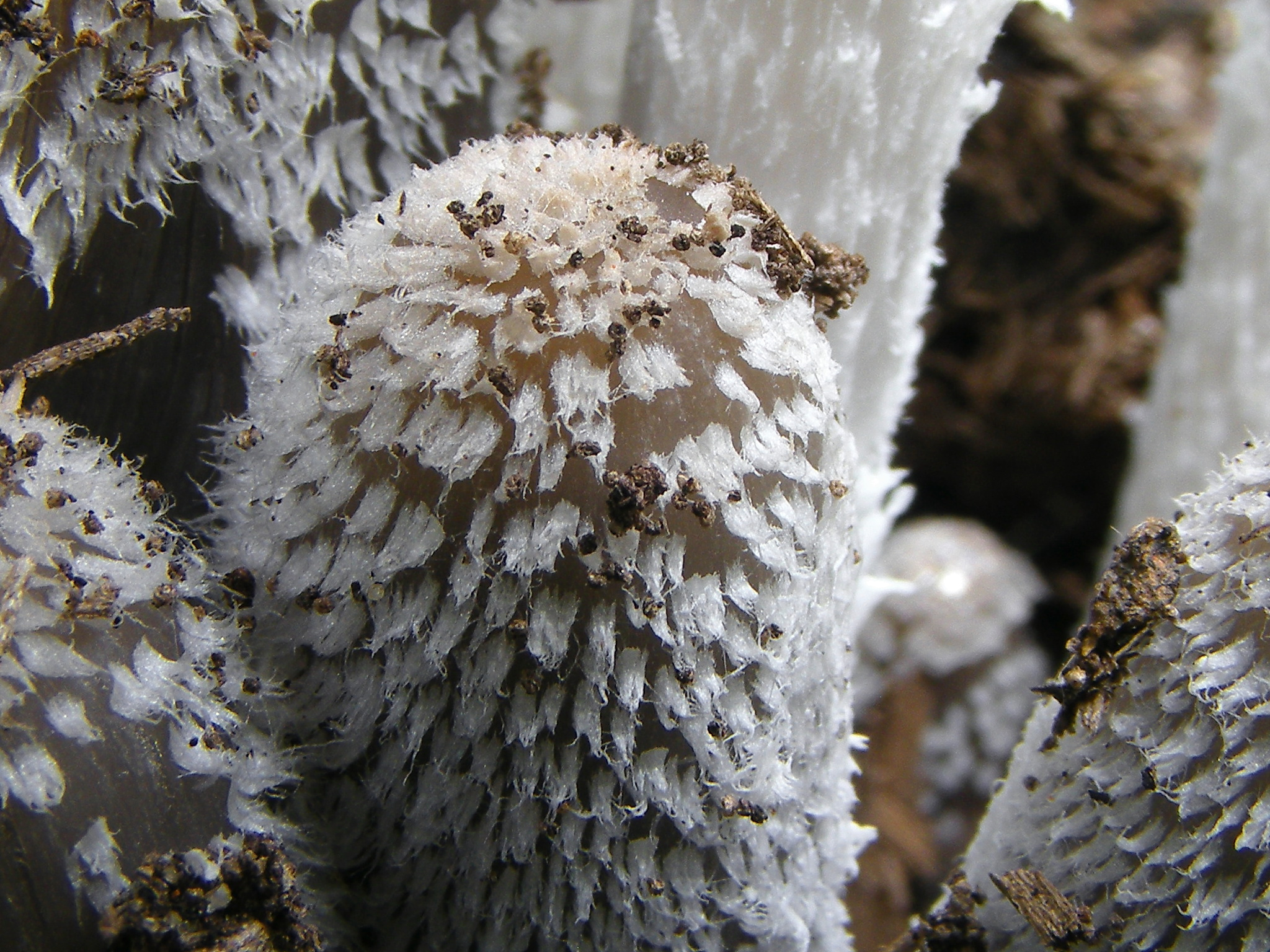
Kapelusz młodego owocnika
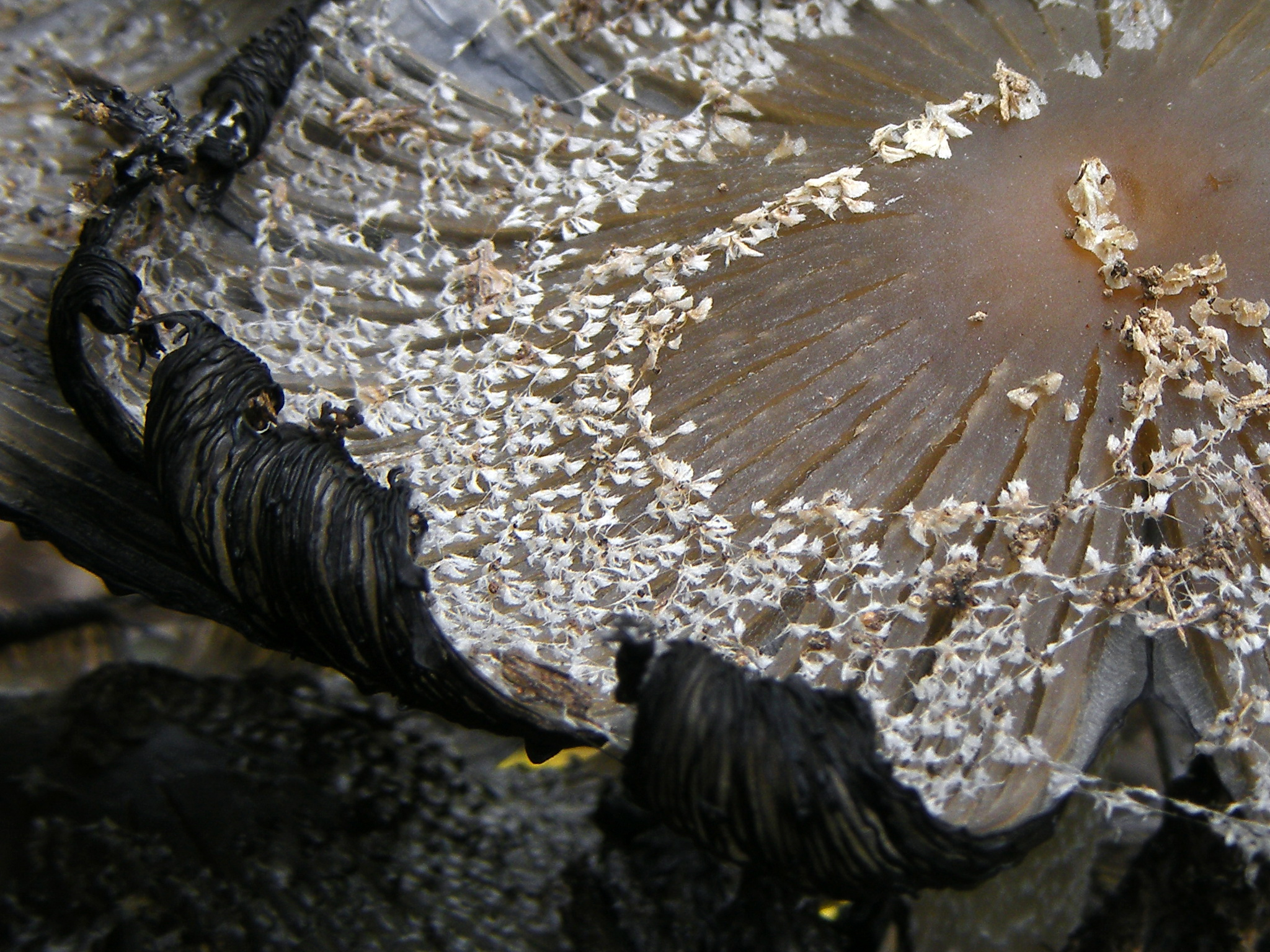
Kapelusz dojrzałego owocnika
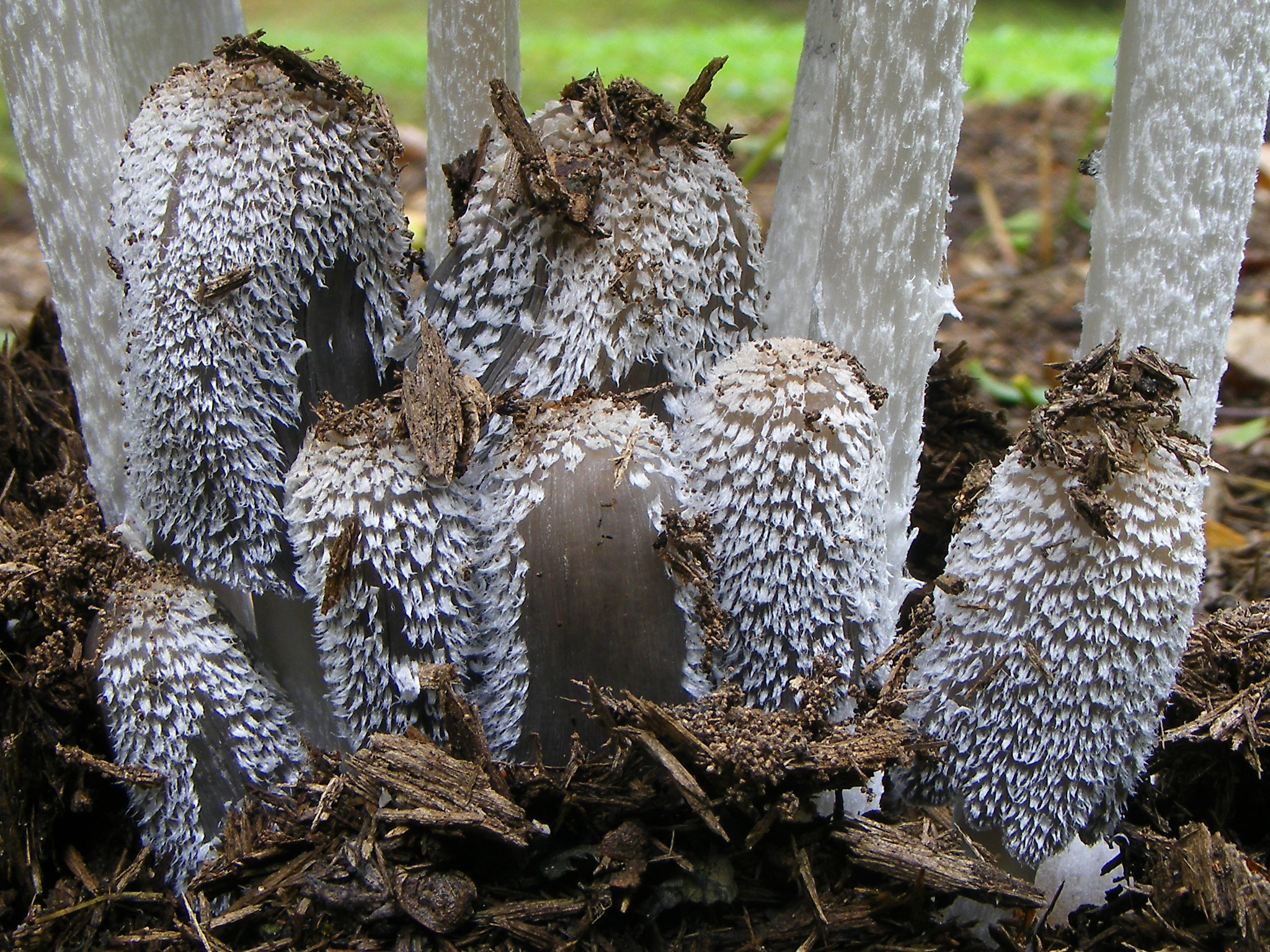
Młode owocniki
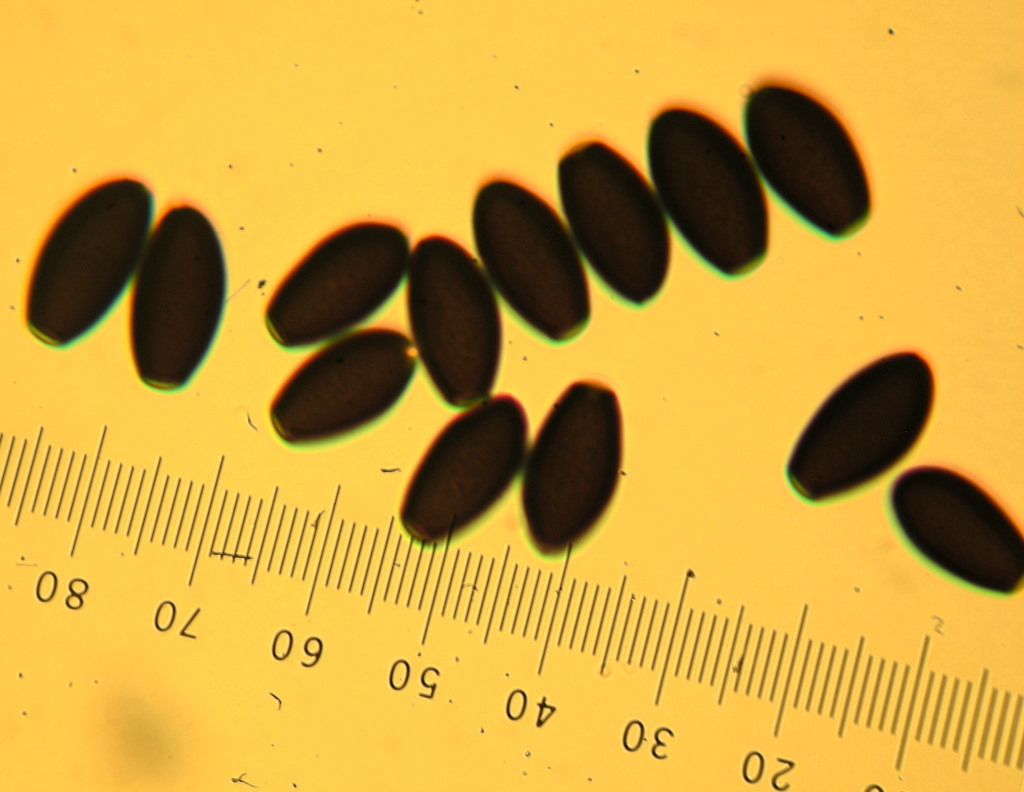
Zarodniki